# Eric Wiebes
Eric Derk Wiebes (Delft, 12 marzo 1963) è un politico olandese, membro del Partito Popolare per la Libertà e la Democrazia (VVD) e ministro degli affari economici e della politica climatica dal 26 ottobre 2017 al 15 Gennaio 2021 ,(Si dimise qualche ora dopo la caduta del governo),nel Governo Rutte III.

## Biografia
Figlio di un fisico nucleare è nato a Delft, ma è cresciuto a Muiderberg. Ha studiato ingegneria meccanica all'Università tecnica di Delft e successivamente ha conseguito un MBA in economia aziendale. Dopo gli studi ha lavorato alla Shell dal 1987 al 1989 e successivamente come consulente presso la McKinsey (1990-1992) e ancora alla OC&C Strategy Consultants (1993-2004), dove è stato partner dal 1996. Nel 1983 è diventato un membro del VVD. È stato membro della commissione per gli affari economici di questo partito e dal 2004 al 2010 ha prestato la sua opera presso il Ministero degli affari economici, negli ultimi tre anni come vice segretario generale.
Il 19 maggio 2010 è succeduto a Hans Gerson come consigliere comunale di Amsterdam. Ha temporaneamente sostituito Tjeerd Herrema dopo che quest'ultimo si era dimesso a causa dei problemi con la costruzione della linea nord/sud della metropolitana di Amsterdam. Come consigliere comunale, Wiebes si occupava, tra l'altro, della linea nord/sud, dei trasporti pubblici, della qualità dell'aria e della politica dei parcheggi di Amsterdam. Dal 2013 fa anche parte di un comitato consultivo a cui il segretario di stato Wilma Mansveld ha preso parte in risposta ai problemi che circondano i treni Fyra.

### Segretario di Stato per le finanze
Il 4 febbraio 2014 è stato nominato Segretario di Stato alle finanze come successore di Frans Weekers che si era dimesso il 30 gennaio 2014.
Nell'autunno del 2016, Wiebes ha avuto dei problemi politici. Non avrebbe deliberatamente informato la Tweede Kamer circa i problemi e le eccedenze in merito al regime di TFR per i dipendenti delle autorità fiscali, pur essendone già stato informato a marzo 2016. Ha anche taciuto sulla natura del regime di pensionamento anticipato in Aula e ciò gli era già stato riferito nel gennaio 2016. Inoltre, contrariamente alle procedure, non venne richiesto nessun consiglio ad un comitato speciale che doveva fornire consulenza sulla riorganizzazione.

### Ministro degli affari economici e della politica climatica
Dal 26 ottobre 2017 è ministro delle finanze nel Governo Rutte III.

### Vita privata
Wiebes ha due figli ed è ateo.